# Tribunal de Justiça Desportiva do Estado de São Paulo
O Tribunal de Justiça Desportiva do estado de São Paulo (cuja sigla é TJD-SP) é o órgão administrativo do futebol do estado de São Paulo e subordinado ao STJD. Presidido pelo Dr. Antonio Assunção de Olim, o Delegado Olim, é constituído por nove auditores aos quais cabe a responsabilidade de apreciar os atos decorrentes dos recursos interpostos das decisões das Comissões Disciplinares. O TJD também analisa outros processos previstos no Código Brasileiro Disciplinar de Justiça.
No Tribunal de Justiça Desportiva funcionam três Comissões Disciplinares, compostas de cinco auditores cada e constituídas para os julgamentos das ocorrências disciplinares ocorridas nos campeonatos organizados pela Federação Paulista de Futebol. As Comissões Disciplinares julgam, semanalmente e conjuntamente, cerca de 40 processos originados dos relatórios semanais e do dia imediato à realização das partidas enviados à Procuradoria do Tribunal de Justiça Desportiva. Conforme entendimento dos Procuradores Dr. Vinicius Marchetti De Bellis Mascaretti, Dr. Rafael Stipkovic Araújo Paulo e Dra. Priscila Carneiro de Oliveira, são apresentadas as respectivas denúncias.
Após as denúncias, o secretário do TJD faz a necessária citação dos denunciados no site da Federação Paulista de Futebol, indicando os artigos que foram infringidos pelos denunciados, bem como a data e horário do julgamento dos processos que, normalmente, são realizados às segundas-feiras, a partir das 17h30. No julgamento dos recursos, após a manifestação do Procurador Geral, Dr. Wilson Marqueti Junior, os processos são levados a julgamento no Tribunal Pleno.
Após o julgamento, o secretário do TJD transcreve em ata os julgados, publicando-os no dia imediato também no link do TJD, no site da FPF.

## Composição do tribunal

### Membros do Tribunal
Auditores – Tribunal Pleno 
Período (25 de julho de 2016 até 24 de julho de 2020).
- Dr. Antonio Assunção de Olim - Presidente
- Dr. Luis Antonio Martinez Vidal - Vice-Presidente
- Dr. Acyr José de Almeida
- Dr. Luiz Roberto Martins Castro
- Dr. Marco Aurélio Vicente Vieira
- Dr. Maurício Neves Fonseca
- Dr. Reginaldo Antonio Blaszkowski
- Dr. Ricardo Bandle Filizzola
- Dr. Robson Feitosa da Silva

### Comitê Dissiplinar
Mandato  de 30 de julho de 2018 até 29 de julho de 2019.
1ª Comissão Disciplinar
- Dr. André Vinicius Alves Figueiredo - Presidente
- Dr. Ricardo de Paula Coelho - Vice-Presidente
- Dr. Antonio Paulo de Souza
- Dr. Percival de Moura Alcântara Júnior
- Dr. Giuliano dos Santos Pepe

2ª Comissão Disciplinar
- Dr. Artur José Dian - Presidente
- Dr. Cesar Antonio Saad - Vice-Presidente
- Dr. Samuel de Abreu Matias Bueno
- Dr. João Batista Pereira Neto
- Dr. Marcus Roberto Lopes Reis

3ª Comissão Disciplinar
- Dr. Fernando Alberto Ciarlariello - Presidente
- Dr. Marcelo Augusto Gondim Monteiro - Vice-Presidente
- Dr. João Batista Ferreira Filho
- Dr. Luiz Augusto Filizzola D’Urso
- Dr. Candido Spínola Alvarenga Júnior